# Loweia intermedia
Loweia intermedia är en fjärilsart som beskrevs av Pionneau 1931. Loweia intermedia ingår i släktet Loweia och familjen juvelvingar. Inga underarter finns listade i Catalogue of Life.